# Arrest Polysar
Het arrest Polysar is een uitspraak van het Europees Hof van Justitie van 20 juni 1991 (zaak C-60/90),
inzake de vraag of een holdingvennootschap belastingplichtig is wat betreft de omzetbelasting.

## Zesde btw-richtlijn
Zesde richtlijn (77/388/EEG) van de Raad van 17 mei 1977 betreffende de harmonisatie van de wetgevingen der Lid-Staten inzake omzetbelasting – Gemeenschappelijk stelsel van belasting over de toegevoegde waarde: uniforme grondslag (PB 1977, L 145, blz. 1)

## Casus en procesverloop
6. Blijkens de stukken maakt Polysar BV deel uit van het wereldwijde concern Polysar. Zij houdt aandelen in verschillende buitenlandse vennootschappen, ontvangt jaarlijks dividenden en keert dividend uit aan de in Canada gevestigde Polysar Holding Ltd die 100% van haar aandelen bezit. Polysar BV verricht zelf geen handelsactiviteiten. Gedurende het tijdvak van 1 januari 1981 tot en met 31 december 1985 betaalde Polysar BV voor verschillende te haren behoeve verrichte diensten een bepaald bedrag aan BTW, dat zij heeft terugontvangen. De Inspecteur der Invoerrechten en Accijnzen te Arnhem, die ontkent dat Polysar BV op grond van de Zesde richtlijn recht op aftrek van de betaalde BTW heeft, legde een naheffingsaanslag op waarin hij dit bedrag terugvorderde.
7. Na tegen de naheffingsaanslag tevergeefs een bezwaarschrift te hebben ingediend, stelde Polysar BV beroep in bij het Gerechtshof te Arnhem (...)

Het gerechtshof heeft het Hof verzocht om een prejudiciële beslissing.

## Rechtsvraag
Is Polysar als holdingvennootschap btw-plichtig? (Neen.)

## Uitspraak Hof
[dictum] 

Artikel 4 van de Zesde richtlijn (77/388/EEG) (...) moet aldus worden uitgelegd, 

dat een holdingvennootschap wier enig doel is de deelneming in andere ondernemingen, zonder dat deze vennootschap zich direct of indirect moeit in het beheer van deze ondernemingen, onverminderd de rechten van deze holdingvennootschap als aandeelhouder of vennoot, niet de hoedanigheid van BTW-plichtige heeft, zodat zij volgens artikel 17 van de Zesde richtlijn ook geen recht op aftrek heeft.
De omstandigheid dat de holdingvennootschap deel uitmaakt van een wereldwijd concern dat onder één naam naar buiten optreedt, is irrelevant wanneer moet worden bepaald of de vennootschap als BTW-plichtig moet worden aangemerkt.

## Conclusie
Polysar ontving van de belastingdienst restitutie van betaalde btw.
Als de vennootschap niet btw-plichtig is, dan mag de belastingdienst dat terugvorderen.